# Piazzamento World Rugby
Il piazzamento World Rugby (ingl. World Rugby Rankings) è un sistema di punteggio uniforme e normalizzato utilizzato da World Rugby per stilare, su base settimanale, una classifica di rendimento e merito delle squadre nazionali maggiori maschili e femminili di rugby a 15.
Tale sistema di punteggio è normalizzato nel senso che a competizioni di peso differente assegna coefficienti di punteggio differenti; per esempio, gli incontri della Coppa del Mondo di rugby hanno un coefficiente maggiore dei semplici test match; inoltre il sistema di punteggio tiene conto non solo del risultato di un incontro (vittoria di una delle due squadre o pareggio), ma anche dello scarto tra le due squadre se l'incontro non termina in pareggio.

## Aspetti generali
Il sistema di classificazione a ranking fu introdotto alla vigilia della Coppa del Mondo di rugby 2003, il 9 settembre; la classifica è stilata tramite un sistema a punti che ordina le Nazionali in base ai risultati conseguiti nelle gare ufficialmente riconosciute dall'IRB; in particolare, quelle più recenti e più importanti assumono un peso maggiore nel computo del punteggio, in modo da riflettere meglio la situazione attuale delle singole squadre.
Il piazzamento è inoltre dirimente ai fini del sorteggio dei gironi della Coppa del Mondo di rugby; tale metodo, annunciato il 22 febbraio 2008, fu adoperato per la prima volta nei sorteggi per la Coppa del Mondo di rugby 2011, avvenuti il 1º dicembre 2008 a Londra.
Dal 1º febbraio 2016 il sistema, con le medesime modalità di conteggio, si applica anche alle Nazionali femminili.

## Panoramica sul sistema di punteggio
In ogni incontro vi è un determinato numero di punti in palio.
Il criterio è quello della Somma zero, vale a dire che, al termine di un incontro, tanti punti guadagna la squadra vincitrice, tanti ne perde la squadra sconfitta.
I fattori che determinano il punteggio in palio sono:
1. il tipo di competizione (essa determina il coefficiente per cui moltiplicare il punteggio che le squadre guadagneranno o perderanno);
2. il risultato dell'incontro;
3. il margine di vittoria (e di converso di sconfitta);
4. la forza relativa delle due squadre (la loro posizione in classifica e la differenza delle loro posizioni prima dell'inizio dell'incontro);
5. la sede (campo neutro oppure incontro ospitato da una delle due squadre).

Concorrono a formare il punteggio per il piazzamento globale solo gli incontri riconosciuti come full international da entrambe le federazioni (per esempio, se l'Italia A disputasse un incontro con la Romania, esso non avrebbe rilevanza anche se quest'ultima riconoscesse il cap ai suoi giocatori).
Da notare che il sistema non permette di acquisire punti in caso di cosiddette "sconfitte onorevoli" né, peraltro, di perdere punti in caso di vittorie di misura: la stessa IRB riconosce che, laddove possa essere gratificante per una squadra che il piazzamento indica come "più debole" incrementare il proprio punteggio globale, sarebbe al contrario penalizzante (essendo, appunto, il punteggio per partita a somma zero) perdere punti per la squadra che vince l'incontro, anche se di strettissimo margine.
Inoltre, esiste un tetto massimo e predefinito di punti acquisibili per incontro; di conseguenza anche un risultato imprevedibile (a titolo d'esempio, la Lettonia che sconfiggesse la Nuova Zelanda) non causerebbe un significativo incremento del punteggio globale per la Nazionale che dovesse conseguirlo.

## Storia del primo posto
La prima Nazionale ad occupare il primo posto in classifica fu l'Inghilterra, che ribadì la sua posizione grazie anche alla vittoria finale nella Coppa del Mondo di rugby 2003. Il 7 giugno 2004 la Nuova Zelanda (che già aveva temporaneamente ricoperto il primo posto dal 17 al 24 novembre 2003) strappò definitivamente il primato agli inglesi, conservandolo per ben 3 anni, prima di cederlo al Sudafrica vincitore della Coppa del Mondo di rugby 2007; da allora, proprio queste due Nazionali si sono alternate al vertice della classifica. Dopo la vittoria nella gara d'apertura del Tri Nations 2008 contro il Sud Africa il 7 luglio 2008, la Nuova Zelanda ritornò in vetta, salvo poi dover riconsegnare lo scettro ai sudafricani una settimana dopo per via della vittoria degli Springboks sugli All Blacks, ma alla fine a spuntarla furono i neozelandesi, dopo aver sconfitto nel mese di agosto l'Australia ed il Sudafrica e aver conquistato il torneo. Nel luglio 2009 il Sudafrica, battendo nuovamente la Nuova Zelanda, si reimpose in cima alla classifica, mantenendola fino al mese di novembre, quando, dopo aver perso contro la Francia, si fece risorpassare dalla Nuova Zelanda, che a sua volta manterrà la prima piazza per quasi 10 anni, quando, ad agosto 2019, sarà il Galles a guidare la classifica.
La Nazionale di rugby a 15 che ha occupato per più tempo la prima posizione della classifica mondiale IRB è la Nuova Zelanda (circa 6/7 del totale).

## Peggior e miglior classifica per nazionale
Qui segue la tabella dei migliori e peggiori piazzamenti di ogni nazione che abbia partecipato ad almeno un mondiale :
- Aggiornato al: 18 marzo 2024

| Squadra        | Migliore    | Migliore                                                         | Peggiore    | Peggiore                        | Attuale |
| Squadra        | Piazzamento | Anni                                                             | Piazzamento | Anni                            | Attuale |
| -------------- | ----------- | ---------------------------------------------------------------- | ----------- | ------------------------------- | ------- |
| Argentina      | 3           | 2007–08                                                          | 12          | 2014                            | 7       |
| Australia      | 2           | 2003, 2004–05, 2007, 2008, 2010, 2011–12, 2015–16                | 10          | 2023, 2024                      | 9       |
| Canada         | 11          | 2011                                                             | 24          | 2017                            | 21      |
| Cile           | 21          | 2022                                                             | 30          | 2016–17, 2019                   | 23      |
| Costa d'Avorio | 38          | 2003, 2005, 2006                                                 | 55          | 2017                            | 47      |
| Figi           | 7           | 2023                                                             | 16          | 2011, 2012                      | 11      |
| Francia        | 1           | 2022                                                             | 10          | 2018, 2019                      | 4       |
| Galles         | 1           | 2019                                                             | 10          | 2007, 2013, 2023, 2024          | 10      |
| Georgia        | 11          | 2016, 2019, 2023                                                 | 23          | 2004                            | 13      |
| Inghilterra    | 1           | 2003, 2003–04, 2019                                              | 8           | 2009, 2015–16, 2023             | 5       |
| Irlanda        | 1           | 2019, 2022, 2022-23                                              | 9           | 2013                            | 2       |
| Italia         | 8           | 2007, 2024                                                       | 15          | 2015, 2017, 2018, 2018–19, 2021 | 10      |
| Giappone       | 7           | 2019                                                             | 20          | 2003, 2006                      | 12      |
| Namibia        | 18          | 2017                                                             | 29          | 2006                            | 22      |
| Nuova Zelanda  | 1           | 2003, 2004–07, 2008, 2009, 2009–19, 2019, 2021                   | 5           | 2022                            | 3       |
| Portogallo     | 13          | 2023, 2023–24                                                    | 30          | 2015, 2016                      | 16      |
| Romania        | 13          | 2003, 2006                                                       | 20          | 2019, 2022, 2022–23, 2023, 2024 | 20      |
| Russia         | 16          | 2007, 2008, 2009, 2012                                           | 26          | 2005                            | 25      |
| Samoa          | 7           | 2013                                                             | 17          | 2018, 2019                      | 14      |
| Scozia         | 5           | 2017, 2017–18, 2018, 2023                                        | 12          | 2012, 2013, 2015                | 6       |
| Spagna         | 15          | 2022                                                             | 32          | 2004–05                         | 19      |
| Stati Uniti    | 12          | 2018, 2018–19                                                    | 20          | 2008, 2022                      | 17      |
| Sudafrica      | 1           | 2007–08, 2008, 2009, 2019, 2019–21, 2021, 2021–22, 2023, 2023–24 | 7           | 2017, 2018                      | 1       |
| Tonga          | 9           | 2011                                                             | 20          | 2005, 2006                      | 15      |
| Uruguay        | 14          | 2005                                                             | 23          | 2012, 2017                      | 18      |
| Zimbabwe       | 25          | 2015                                                             | 57          | 2007, 2008                      | 31      |

## Metodo di calcolo
A ciascuna Nazionale di rugby affiliata all'IRB viene assegnato un punteggio da 0 a 100. I punti vengono calcolati seguendo un sistema "a scambio", in cui la squadra che vince guadagna punti da quella che ha sconfitto. I punti da scambiare dipendono dal risultato della partita, dall'importanza della partita, dalla posizione in classifica, dalla forza dell'avversario e dal vantaggio per chi gioca in casa. Poiché il sistema cerca di descrivere la forza attuale delle Nazionali, i successi e le sconfitte del passato vengono sopravanzati di volta in volta dai risultati più recenti. I calcoli sono stati sviluppati usando i risultati di tutte le partite internazionali di rugby a 15 disputate dal 1871 ad oggi.
Per ricavare il numero di punti da scambiare, si calcola preliminarmente la differenza di punteggio tra le due squadre (indicando con Sq1 la squadra meglio piazzata nel ranking, con Sq2 l'avversario):
{\displaystyle D=punteggio\ in\ classifica\ Sq1-\ punteggio\ in\ classifica\ Sq2\ +\ B}
dove B rappresenta il fattore del vantaggio in casa (vale 3 se la squadra Sq1 gioca in casa, -3 se gioca fuori casa e 0 se si gioca su campo neutro).
I punti da scambiare sono lineari rispetto a D. In ogni caso D non può mai essere superiore a 10, pertanto se D è maggiore di 10, esso viene posto direttamente pari a 10.

### Risultato e importanza della partita
L'IRB ha cercato di rispettare il valore di ciascun incontro seguendo un sistema pesato, in cui le partite più importanti sono quelle della Coppa del Mondo di rugby, mentre tutti gli altri incontri, siano essi amichevoli o di torneo, vengono trattati allo stesso modo. Le partite non riconosciute dall'IRB non vengono conteggiate. Inoltre si tiene conto anche del risultato conseguito, ovvero se si è ottenuta una vittoria (o una sconfitta) con un margine di più di 15 punti, una vittoria (o una sconfitta) con un margine di massimo 15 punti oppure un pareggio.
Ciò premesso, nel computo entra in gioco un fattore moltiplicatore C che può assumere i seguenti valori:
- {\displaystyle C=1} per una vittoria con non più di 15 punti di scarto;
- {\displaystyle C=1,5} per una vittoria con più di 15 punti di scarto;
- {\displaystyle C=2} per una vittoria in Coppa del Mondo con non più di 15 punti di scarto;
- {\displaystyle C=3} per una vittoria in Coppa del Mondo con più di 15 punti di scarto.

Al termine della partita:
- se la squadra meglio piazzata nel ranking ha vinto, guadagnerà {\displaystyle C\times \left(1-{\frac {D}{10}}\right)} punti (mentre l'avversario ne perderà altrettanti);
- se la squadra meglio piazzata nel ranking ha perso, perderà {\displaystyle C\times \left(1+{\frac {D}{10}}\right)} punti (mentre l'avversario ne guadagnerà altrettanti);
- in caso di pareggio, la squadra meglio piazzata nel ranking perderà {\displaystyle C\times {\frac {D}{10}}} punti (mentre l'avversario ne guadagnerà altrettanti).

### Forza dell'avversario
Per via della differenza di punteggio che si calcola tra le due squadre, la forza dell'avversario riveste un ruolo fondamentale, poiché vincere contro una Nazionale di pari livello varrà di più rispetto a batterne una molto più in basso in classifica; infatti se, ad esempio, la differenza D tra le due squadre è pari o superiore a 10 punti, per il discorso fatto in precedenza non si avrà alcun scambio di punti, in quanto {\displaystyle C\times \left(1-{\frac {10}{10}}\right)=0}. Pertanto tale fattore risulta ancor più importante rispetto al margine di vittoria conseguito nell'incontro.

### Vantaggio in casa
Come già osservato inizialmente, per la Nazionale che gioca in casa vengono aggiunti virtualmente 3 punti al suo punteggio in classifica. Così facendo, essa guadagnerà meno punti in caso di vittoria e ne perderà di più in caso di sconfitta; in tal modo, qualsiasi vantaggio derivante dal giocare davanti al pubblico amico viene annullato.

### Nazionali nuove e quiescenti
Ad ogni Nazionale divenuta nuovo membro dell'IRB vengono assegnati d'ufficio 30 punti, che sono provvisori finché non avrà giocato almeno 10 test match. In caso di unione tra Nazionali, la nuova Nazionale eredita il punteggio più alto tra quelle precedenti, mentre in caso di scissione (come avvenuto, ad esempio, con la fine della Nazionale di rugby a 15 del Golfo Arabico), le Nazionali derivanti acquisiscono un punteggio inferiore a quello della Nazionale originaria.
Le Nazionali che non hanno giocato alcun test match per almeno un paio d'anni vengono rimosse dalla classifica, ma in caso di ritorno all'attività ripartono dal punteggio che avevano in precedenza.